# پینارباشی (اورتاکوی)
پینارباشی (به ترکی استانبولی: Pınarbaşı) یک منطقهٔ مسکونی در ترکیه است که در اورتاکوی (آق‌سرای) واقع شده‌است.